# Верховцев, Сергей Фёдорович
Сергей Федорович Верховцев (1843 — 21 января (2 февраля) 1893) — художник-скульптор, ювелирных дел мастер, сын Ф. А. Верховцева, поставщик изделий Императорского Двора в Санкт-Петербурге.

## Биография
Родился в семье петербургского купца 3-й гильдии, Ф. А. Верховцева, в 1843 году. Семья Верховцевых с 1770-х годов занималась чеканным производством. В 1862 году закончил Императорскую Академию художеств под руководством Николая Степановича Пименова. В 1862 году одна из его работ была отправлена на Всемирную выставку в Лондоне. За эту работу и несколько других был награждён малыми серебряными медалями. В 1863 году получил звание свободного художника. В 1868 году от отца унаследовал основанную в 1819-м году фабрику, где мог изготавливать скульптуры из металла. 3 (15) февраля 1870 года был награжден орденом святой Анны III степени. С 10 октября 1871 года — поставщик Двора Его Императорского Величества. В 1872 году Верховцев получил звание классного художника III степени, хотя он ходатайствовал о звании академика Императорской Академии художеств. В 1873 году ещё раз подал прошение в Императорскую Академию художеств о признании его академиком. В 1874—1878 годах — купец I-й гильдии. В 1876 году приобретает дачу, для жены. 24 января (5 февраля) 1878 года был награжден орденом святой Анны II степени. 31 марта (12 апреля) 1878 года участвовал в судебном процессе, в качестве присяжного, над Верой Засулич.
В 1880-х жил в бедности, был вынужден обратиться к президенту Императорской Академии художеств великому князю Владимиру Александровичу за «вспомоществованием». 25 сентября (7 октября) 1882 года награжден орденом святого Владимира IV степени, 7 декабря этого же года определением Правительствующего Сената утвержден в дворянстве. С декабря 1885 года проходил лечение в больнице святого великомученика Пантелеймона для душевнобольных. Умер 21 января (2 февраля) 1893 года, похоронен на участке «Литераторских мостков» Волковского кладбища.
Являлся чиновником Х класса Императорского человеколюбивого общества, почетным смотрителем и секретарем Новоладожского городского училища. Основной сферой его деятельности было изготовление в технике чеканки и литья из серебра и золота храмовой утвари. Изготовлял различные церковные предметы для императора Александра II, великой княгини Елены Павловны, принцессы Евгении Ольденбургской. За изготовление золотых и серебряных блюд, преподносимых членам Императорской Фамилии «городскими сословиями», был награжден драгоценными подарками и орденом святого Станислава III степени.
Среди его работ известны: золотые ризы и серебряные гробницы с образом плащаницы в Исаакиевском соборе, золотые ризы для церкви Скорбящей Божией Матери в Тихвинском монастыре, серебряные ризы и лампады для Соловецкого и Тихвинского монастырей, главный ярус для Софийского собора в Новгороде и церквей Нового Иерусалима, доска для Евангелия с рельефными изображениями Распятия и четырех евангелистов, для Новгородского городского общества, была выполнена гробница для мощей святого благоверного князя Мстислава Ростиславовича.

## Работы
Среди работ Сергея Федоровича были церковная утварь, ризы, облачения для плащаниц и престолов для храмов Санкт-Петербурга, а также храмов и монастырей на территории Владимирской, Вологодской, Воронежской, Новгородской, Тверской, Ленинградской и Ярославской областей.
Им выполнены раки в стиле «рококо» для мощей Павла Обнорского, Ефрема Новоторжского и Мстислава Храброго. Также им были выполнены — блюдо с солонкой, по рисунку архитектора Иполлита Монигетти, от Петербургского Петербургского купеческого общества по случаю бракосочетания дочери Александра II, великой княжны Марии, и принца Альфреда герцога Эдинбургского, второго сына королевы Виктории, 11 (23) января 1874 года; панагия для архиепископом Саввы; проект новой раки для мощей Нила Столбенского.
Некоторые работы мастера хранятся в музеях — Государственном Русском музее, Государственном историческом музее, Государственном музее истории Санкт-Петербурга, Государственном музее истории религии, Церковно-археологическом кабинете.
Ряд работ были выполнены для зарубежных храмов и монастырей. Среди них — риза для иконы «Нямецкая», иконостас с иконами для Кицканского монастыря в Молдавии; ризы для икон, престол с облачением, ковчег для соборного храма Почаевской лавры; дарохранительница для церкви в городе Скидель; церковная утварь храмов в Житомирской и Днепропетровской областях; риза к списку иконы Ченстоховская в Польше.

### Участие в выставках
В 1862 году участвовал во Всемирной выставке в Лондоне, где экспонировалась его работа, за что был награжден медалью.
На Всероссийской мануфактурной выставке в Санкт-Петербурге, в 1870 году, им были представлены: серебряные барельефы, серебряная группа, серебряная верхняя доска для Евангелия. За серебряную группу ему была вручена серебряная медаль.

## Семья
Жена — Надежда Акимовна Верховцева. Дети:
- Николай Сергеевич Верховцев
- Михаил Сергеевич Верховцев
- Федор Сергеевич Верховцев
- Екатерина Сергеевна Верховцева
- Мария Сергеевна Верховцева

## Галерея работ

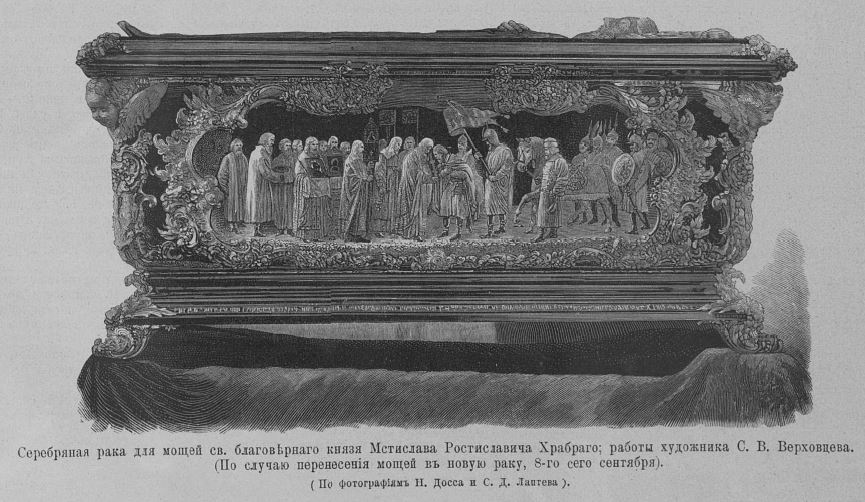
Рака для мощей Мстислава Храброго. 1879 год. Работа С. Ф. Верховцева.
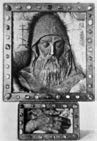
Уцелевшие фрагменты раки Павла Обнорского
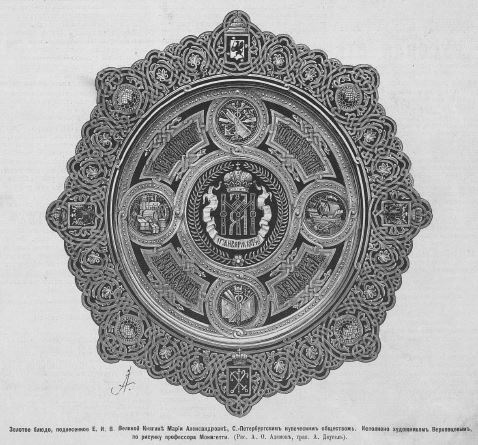
Блюдо Петербургского купеческого общества. 1874 г.
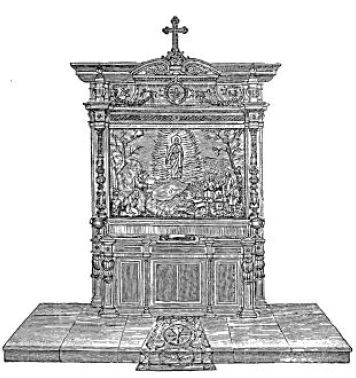
Ковчег над стопой Богоматери, работы С. Ф. Верховцева
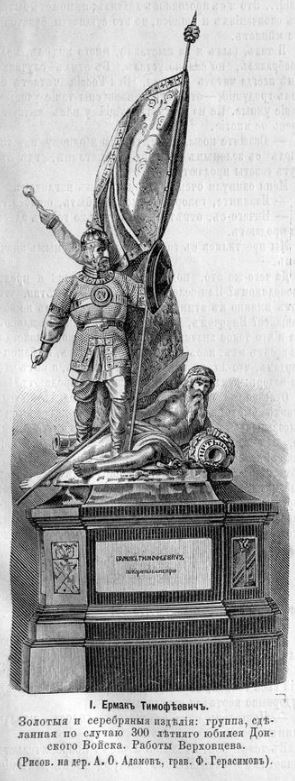
Экспонат «Ермак Тимофеевич», работы С. Ф. Верховцева. 1870 г.
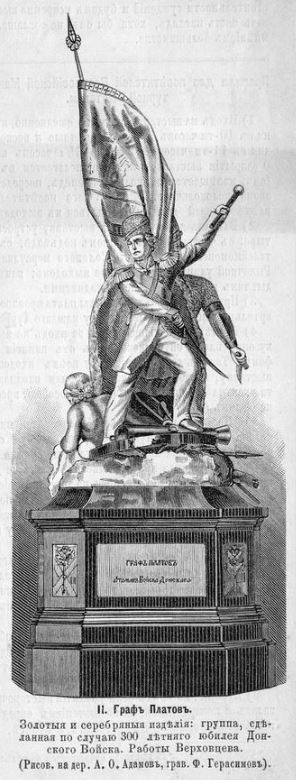
Экспонат «Граф Платов», работы С. Ф. Верховцева. 1870 г.